# Gizella Csóka
Gizella Csóka (geb. Sasvári; * 13. November 1932 in Nagykanizsa) ist eine ehemalige ungarische Mittelstreckenläuferin.
Über 800 m gewann sie 1957 Bronze bei den Weltfestspielen der Jugend und Studenten und wurde 1960 Siebte bei den Olympischen Spielen in Rom. Bei den Leichtathletik-Europameisterschaften 1962 in Belgrad schied sie im Vorlauf aus.
Ihre persönliche Bestzeit über diese Distanz von 2:07,7 min stellte sie am 16. September 1961 in Brünn auf.